# Hypotrachyna crenata
Hypotrachyna crenata är en lavart som först beskrevs av Kurok., och fick sitt nu gällande namn av Hale. Hypotrachyna crenata ingår i släktet Hypotrachyna och familjen Parmeliaceae.   Inga underarter finns listade i Catalogue of Life.